# 前238年
| 千纪： | 前1千纪 |
| 世纪： | 前4世纪 \| 前3世纪 \| 前2世纪                                                                                         |
| 年代： | 前260年代 \| 前250年代 \| 前240年代 \| 前230年代 \| 前220年代 \| 前210年代 \| 前200年代                               |
| 年份： | 前243年 \| 前242年 \| 前241年 \| 前240年 \| 前239年 \| 前238年 \| 前237年 \| 前236年 \| 前235年 \| 前234年 \| 前233年 |
| 纪年： | 齊王建二十七年 趙悼襄王七年 魏景湣王五年 韓王安元年 秦王政九年 楚考烈王二十六年 衛君角四年 燕王喜十七年               |

## 大事记
- 秦国攻打魏国，攻陷垣縣（今山西省垣曲县）、蒲縣（今河南省長垣县）。
- 秦太后赵姬姘夫長信侯嫪毐作亂，被秦王政夷灭三族。
- 楚考烈王去世，王后李氏之兄李園，殺春申君黃歇。楚幽王嗣位。

## 出生
- 腓力五世，是馬其頓安提柯王朝國王，前220年—前179年在位。

## 逝世
- 安德拉戈拉斯，塞琉古帝國帕提亞的總督。
- 皮洛士二世，伊庇魯斯摩羅西亞王國國王。
- 楚考烈王（約前278年－前238年），羋姓，熊氏，名完，戰國時期楚國君主，楚頃襄王之子，前262年－前238年在位，共25年。
- 嫪毐，秦国長信侯。
- 春申君，楚国令尹。